# Jerzy Słaby
Jerzy Słaby (ur. 20 lipca 1983 w Szczecinie) – polski szachista (mistrz międzynarodowy od 2004) oraz pokerzysta.

## Kariera szachowa
Pierwsze sukcesy zaczął odnosić stosunkowo późno, dopiero w wieku 19 lat. Posiadał wówczas tytuł kandydata na mistrza. W ciągu zaledwie dwóch lat osiągnął poziom mistrza międzynarodowego, co jest dużym sukcesem. W roku 2002 zwyciężył w otwartym turnieju w Pradze oraz po raz pierwszy wystąpił w finale mistrzostw Polski juniorów w szachach klasycznych (Trzebinia, w kategorii do lat 20), zajmując VI miejsce. W 2003 podzielił I miejsce (wspólnie z Tomasem Polakiem) w turnieju kołowym w Brnie oraz podzielił II lokatę w Ołomuńcu. W tym samym roku podzielił również II miejsce w mistrzostwach Warszawy. W 2004 podzielił I miejsca w Brnie oraz w mistrzostwach Wrocławia. W 2005 podzielił I miejsca w dwóch turniejach YMCA w Warszawie.
Reprezentuje klub "Nadnarwianka" Pułtusk. Od 2005 roku jest członkiem Francuskiej Federacji Szachowej, występuje w lidze tego kraju w klubie Echiquiers Berry-Sologne. W tym oraz w 2007 roku zdobył tytuł drużynowego akademickiego mistrza Polski (w barwach swojej uczelni, Szkoły Głównej Handlowej w Warszawie).
Najwyższy ranking w dotychczasowej karierze osiągnął 1 listopada 2011 r., z wynikiem 2493 punktów zajmował wówczas 30. miejsce wśród polskich szachistów.

## Poker
Sukcesy osiąga również w grze w pokera. W 2008 r. był reprezentantem Polski na World Cup of Poker, na których polska drużyna zajęła VI miejsce.